# Missionärsställningen

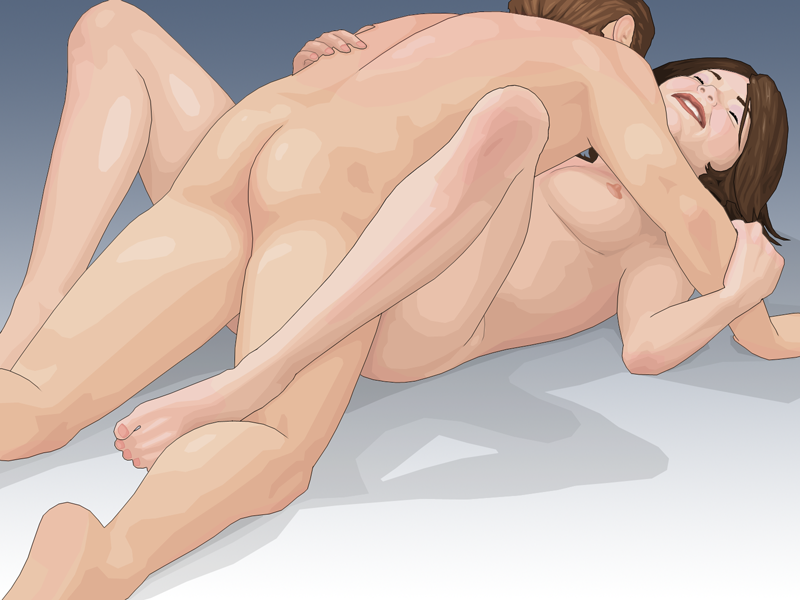
Missionärsställningen.

Missionärsställningen är en samlagsställning där kvinnan ligger på rygg med särade ben och med den som penetrerar ovanpå sig, ofta ansikte mot ansikte. Ställningen underlättar ögonkontakt och kyssar.
Enligt en populär myt har ställningen fått sitt namn av att europeiska missionärer under framför allt 1800-talet försökte lära utomeuropeiska folk att den var den enda tillåtna ställningen, medan andra samlagsställningar skulle vara perversa och ogudaktiga. I själva verket uppstod beteckningen först efter andra världskriget och har ingenting att göra med missionärer. 
Detta är den vanligaste samlagsställningen som heterosexuella använder. Den förekommer även bland andra primater, särskilt bonoboer. Den är med hjälp av en dildo möjlig även vid samlag mellan kvinnliga partners. Motsvarande ställning mellan två män kallas sällan missionärsställning och ser, på grund av analöppningens placering, inte heller likadan ut.